# 拉比西耶尔
拉比西耶尔（法語：La Buissière，法語發音：[la bɥisjɛʁ]）是法国伊泽尔省的一个市镇，位于该省东部，属于格勒诺布尔区。

## 地理
拉比西耶尔（45°24'9"N, 5°58'42"E）面积7.71 平方千米，位于法国奥弗涅-罗讷-阿尔卑斯大区伊泽尔省，该省份为法国东南部内陆省份，北起顺时针与安省、萨瓦省、上阿尔卑斯省、德龙省、阿尔代什省、卢瓦尔省和罗讷省。
与拉比西耶尔接壤的市镇（或旧市镇、城区）包括：圣玛丽达卢瓦、巴罗、勒谢拉、拉弗拉谢尔、蓬沙拉。

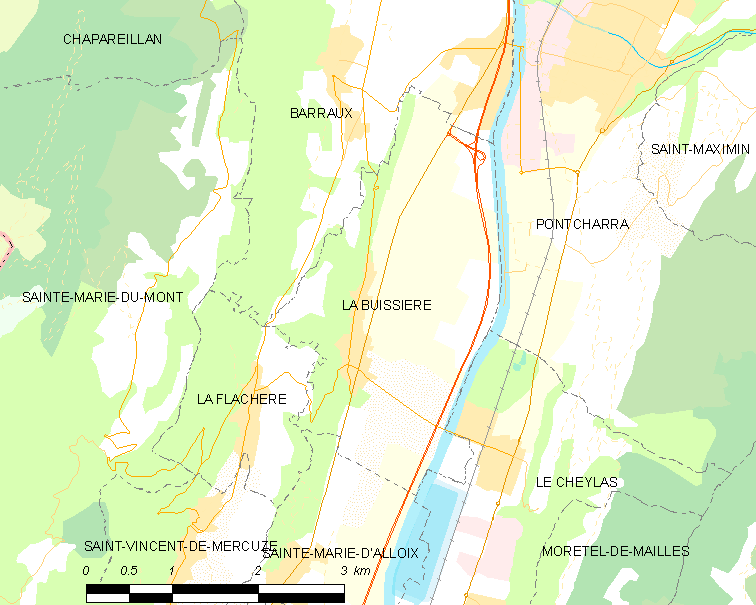
拉比西耶尔的OSM定位图

拉比西耶尔的时区为UTC+01:00、UTC+02:00（夏令时）。

## 行政
拉比西耶尔的邮政编码为38530，INSEE市镇编码为38062。

## 政治
拉比西耶尔所属的省级选区为上格雷西沃当县。

## 人口

1962-2008年间拉比西耶尔人口变化图示

拉比西耶尔于2022年1月1日时的人口数量为791人。